# جرارد هوئت
جرارد هوت (انگلیسی: Gerard Hoet; ۲۲ اوت ۱۶۴۸ – ۲ دسامبر ۱۷۳۳) نقاش، فروشنده آثار هنری، و نویسنده اهل هلند بود.